# Le Cose che Vivi
Le Ccose che Vivi é o terceiro álbum de estúdio da cantora italiana Laura Pausini. Seu lançamento ocorreu no dia 12 de setembro de 1996 em 37 países.
O álbum possui também uma versão em língua espanhola intitulada Las cosas que vives que foi lançada na Espanha e na América Latina no dia 9 de dezembro de 1996.
Até o presente momento Le cose che vivi é o álbum mais vendido da carreira de Laura Pausini à carater mundial.
Sua vendagem ultrapassou 10 milhões de cópias, sendo 500.000 na Itália, 500.000 na Espanha e 9.000.000 no resto do mundo

## Informações do álbum
O lançamento do álbum foi antecipado pelo single Incancellabile, lançado e presente nas rádios a partir do dia 26 de agosto de 1996.
Os temas das canções do disco são diversos: em Che storia è Laura Pausini crítica a sociedade que oprime a liberdade e impõe contínuos limites. A canção 16/5/74, che leva no título a data de nascimento da cantora, fala de sua geração. A faixa que fecha o disco, intitulada Il mondo che vorrei, traz pela primeira vez Laura Pausini como compositora única do texto, e foi escrita a favor do Unicef. Entre as outras canções inclusas no álbum, é presente também Mi dispiace, dedicada à mãe da cantora: se trata de uma espécie de carta na qual Laura Pausini, depois de uma reaproximação, se desculpa pelas incompreensões que a levaram a se distanciar da mãe.
O tema que prevalece no disco é o amor: Incancellabile, Ascolta il tuo cuore, Seamisai, Angeli nel blu, Due innamorati come noi e Un giorno senza te são as faixas que caracterizam o tema principal da cantora italiana nesse álbum.
A faixa que dá nome ao disco e que foi lançada como segundo single, Le cose che vivi, traz como tema principal a amizade.
Do ponto de vista musical, assim como na tradição da cantora, prevalece ainda a típica melodia italiana. Na gravação do disco participou também a Orquestra Sinfônica de Londres, que atua na canção Il mondo che vorrei.
Para a promoção do álbum Laura Pausini saiu em sua primeira turnê mundial de concertos, a World Wide Tour 1997.

## CDs e lista de faixas

### Le cose che vivi
A versão padrão em italiano do disco, Le cose che vivi, é constituída por um CD com 12 faixas inéditas e foi lançado na Itália no dia 12 de setembro de 1996.
Lista de faixas
| N.º            | Título                    | Letras                      | Música                                                        | Duração |  |
| 1.             | "Le cose che vivi"        | Cheope                      | Giuseppe Carella, Fabrizio Baldoni, Gino De Stefani           | 4:31    |  |
| 2.             | "Ascolta il tuo cuore"    | Cheope, Fabrizio Pausini    | Vito Mastrofrancesco, Alberto Mastrofrancesco, Charles Cohiba | 4:41    |  |
| 3.             | "Incancellabile"          | Cheope                      | Giuseppe Carella, Fabrizio Baldoni, Gino De Stefani           | 3:48    |  |
| 4.             | "Seamisai"                | Cheope                      | Giuseppe Carella                                              | 3:36    |  |
| 5.             | "Angeli nel blu"          | Cheope, Leonello Meneghetti | Eric Buffat, Leonardo Abbate                                  | 5:15    |  |
| 6.             | "Mi dispiace"             | Giuseppe Dati               | Giuseppe Dati, Goffredo Orlandi                               | 6:03    |  |
| 7.             | "Due innamorati come noi" | Cheope                      | Roberto Buti, Roberto Capaccioli                              | 4:30    |  |
| 8.             | "Che storia è"            | Cheope, Fabrizio Pausini    | Gabriele Fersini                                              | 4:12    |  |
| 9.             | "16/5/74"                 | Cheope                      | Giuseppe Carella                                              | 4:44    |  |
| 10.            | "Un giorno senza te"      | Cheope                      | Roberto Buti                                                  | 4:56    |  |
| 11.            | "La voce"                 | Cheope, Fabrizio Pausini    | Eric Buffat, Telonio                                          | 4:54    |  |
| 12.            | "Il mondo che vorrei"     | Laura Pausini               | Eric Buffat, Gianni Salvatori                                 | 4:11    |  |
| Duração total: | Duração total:            | Duração total:              | Duração total:                                                | 55:21   |  |

| Faixas bônus - Edição Brasileira |                                                              |                |                                                     |                 |         |  |
| N.º                              | Título                                                       | Letras         | Música                                              | Adaptação       | Duração |  |
| 13.                              | "Tudo o que eu vivo" (Versão de "Le cose che vivi")          | Cheope         | Giuseppe Carella, Fabrizio Baldoni, Gino De Stefani | Cláudio Rabello | 4:31    |  |
| 14.                              | "Inesquecível" (Versão de ""Incancellabile")                 | Cheope         | Giuseppe Carella, Fabrizio Baldoni, Gino De Stefani | Cláudio Rabello | 3:48    |  |
| 15.                              | "Apaixonados como nós" (Versão de "Due innamorati come noi") | Cheope         | Roberto Buti, Roberto Capaccioli                    | Cláudio Rabello | 4:30    |  |
| Duração total:                   | Duração total:                                               | Duração total: | Duração total:                                      | Duração total:  | 68:10   |  |

### Las cosas que vives
A versão em espanhol do disco, Las cosas che vives, foi lançada na Espanha e na América Latina em 9 de dezembro de 1996 e é constituída por um CD com 12 faixas inéditas.
Lista de faixas
| N.º            | Título                 | Letras                      | Música                                                        | Adaptação      | Duração |  |
| 1.             | "Las cosas que vives"  | Cheope                      | Giuseppe Carella, Fabrizio Baldoni, Gino De Stefani           | Badia          | 4:31    |  |
| 2.             | "Escucha a tu corazón" | Cheope, Fabrizio Pausini    | Vito Mastrofrancesco, Alberto Mastrofrancesco, Charles Cohiba | Badia          | 4:41    |  |
| 3.             | "Inolvidable"          | Cheope                      | Giuseppe Carella, Fabrizio Baldoni, Gino De Stefani           | Badia          | 3:48    |  |
| 4.             | "Cuando se ama"        | Cheope                      | Giuseppe Carella                                              | Badia          | 3:36    |  |
| 5.             | "Ángeles en el cielo"  | Cheope, Leonello Meneghetti | Eric Buffat, Leonardo Abbate                                  | Badia          | 5:15    |  |
| 6.             | "Lo siento"            | Giuseppe Dati               | Giuseppe Dati, Goffredo Orlandi                               | Badia          | 6:03    |  |
| 7.             | "Dos enamorados"       | Cheope                      | Roberto Buti, Roberto Capaccioli                              | Badia          | 4:30    |  |
| 8.             | "¿Qué historia es?"    | Cheope, Fabrizio Pausini    | Gabriele Fersini                                              | Badia          | 4:12    |  |
| 9.             | "16/5/74"              | Cheope                      | Giuseppe Carella                                              | Badia          | 4:44    |  |
| 10.            | "Un día sin tí"        | Cheope                      | Roberto Buti                                                  | Badia          | 4:56    |  |
| 11.            | "La voz"               | Cheope, Fabrizio Pausini    | Eric Buffat, Telonio                                          | Badia          | 4:54    |  |
| 12.            | "El mundo que soñé"    | Laura Pausini               | Eric Buffat, Gianni Salvatori                                 | Badia          | 4:11    |  |
| Duração total: | Duração total:         | Duração total:              | Duração total:                                                | Duração total: | 55:21   |  |

## Gravação
A gravação do disco Le cose che vivi ocorreu em estúdios da Itália e de Londres:
- Abbey Road Studios em Londres;
- Santanna Recording Studios em Castelfranco Emilia, na Itália;
- Morning Studio em Milão;
- Nautilus Studio em Milão.

## Créditos
| - Andrea Braido: guitarra elétrica - Riccardo Galardini: guitarra elétrica, guitarra acústica - Gianni Salvatori: guitarra elétrica, guitarra acústica, técnico de som, coro - Nathan East: baixo elétrico - Cesare Chiodo: baixo elétrico - Massimo Pacciani: bateria, percussão - Steve Ferrone: bateria - Eric Buffat: teclados, piano, órgão Hammond, coro - Stefano Bollani: piano, órgão Hammond - Geoff Westley: piano (em Mi dispiace), diretor da orquestra - Dado Parisini: coro - Emanuela Cortesi: coro - Paola Folli: coro | - Kate Humble: coro - Carole Cook: coro - Nick Holand: coro - Monica Reed: coro - Ola Onabule: coro - Leonardo Abbate: coro - Cani Gonzalez Fernandez: coro - Juan Pedro Alcala: coro - Richelieu Morris Leire: coro - Luca Jurman: coro - Alex Baroni: coro - Monica Magnani: coro - Orquestra Sinfônica de Londres: orquestra |

## Singles e videoclips
Do álbum Le cose che vivi foram retirados 3 singles, com seus respectivos videoclips:
| Título em italiano   | Título em espanhol   | Título em português | Data de lançamento   | Diretor do vídeo |
| -------------------- | -------------------- | ------------------- | -------------------- | ---------------- |
| Incancellabile       | Inolvidable          | Inesquecível        | 26 de agosto de 1996 | Jaime De La Peña |
| Le cose che vivi     | Las cosas que vives  | Tudo o que eu vivo  | dezembro de 1999     | Alberto Colombo  |
| Ascolta il tuo cuore | Escucha a tu corazón | —                   | maio de 1997         | Alberto Colombo  |

## Desempenho nas tabelas musicais
| Paradas (1996)                              | Melhor posição |
| ------------------------------------------- | -------------- |
| Bélgica (Flandres)                          | 4              |
| Bélgica (Valônia)                           | 3              |
| Espanha                                     | 2              |
| Estados Unidos (Billboard Latin Pop Albums) | 9              |
| Estados Unidos (Billboard Latin Albums)     | 15             |
| União Europeia                              | 9              |
| França                                      | 15             |
| Itália                                      | 2              |
| Noruega                                     | 12             |
| Países Baixos                               | 6              |
| Portugal                                    | 2              |
| Suíça                                       | 1              |
| Suécia                                      | 2              |

| País          | Certificação |
| ------------- | ------------ |
| Bélgica       | Ouro         |
| Colômbia      | Ouro         |
| Países Baixos | Ouro         |
| Suécia        | Ouro         |
| Argentina     | Platina      |
| Brasil        | Platina      |
| Chile         | 2× Platina   |
| Itália        | 5× Platina   |
| Suíça         | Platina      |